# Fred Ward
Freddie Joe Ward (San Diego, 30 dicembre 1942 – Los Angeles, 8 maggio 2022) è stato un attore statunitense.

## Biografia
Nato da una famiglia con origini scozzesi, irlandesi e cherokee, dopo gli studi si è arruolato per tre anni nella United States Air Force. Prima di diventare attore ha praticato anche la boxe a livello professionistico e ha lavorato come boscaiolo in Alaska, ma dopo aver frequentato la New York's Herbert Berghof Studio è diventato un attore e ha partecipato ad alcuni film di Roberto Rossellini durante un periodo di studio a Roma. Prima di tornare in America nei primi anni settanta ha lavorato nel teatro sperimentale e partecipato ad alcuni lavori televisivi. La sua prima apparizione da attore in America è stata nella parte di un cowboy in Pazzo pazzo West! (1975).
In seguito ha partecipato a importanti film come Fuga da Alcatraz (1979) e in I guerrieri della palude silenziosa (1981). Poi è stata la volta di Il mio nome è Remo Williams (1985), Tremors (1990) nel celebre ruolo di Earl Bassett in coppia con Kevin Bacon (e anche nel seguito Tremors 2: Aftershocks del 1996), Henry & June (1990) e I protagonisti (1992). Ward ha continuato ad essere attivo per tutti gli anni novanta, lavorando in film come Una pallottola spuntata 33⅓ - L'insulto finale (1994), Reazione a catena (1996), America oggi (1993). Negli anni duemila ha recitato in Tutta colpa dell'amore (2002), coprendo ruoli sia drammatici, comici e in film d'azione, oltre a partecipare come guest star in alcune sitcom, come Grey's Anatomy.
Ward è stato sposato tre volte: dapprima nel 1965 con Carla Evonne Stewart da cui divorziò l'anno seguente; poi con Silvia, da cui ha avuto il figlio Django, e successivamente, dal 1995, con Marie-France Boisselleand, che chiese il divorzio ad agosto 2013, ma essi si riconciliarono poco dopo, nel medesimo anno. Ward è morto l'8 maggio 2022 all’età di 79 anni.

## Filmografia

### Cinema
- Un nuovo anno, un nuovo amore (Ginger in the Morning), regia di Gordon Wiles (1974)
- Pazzo pazzo West! (Hearts of the West), non accreditato, regia di Howard Zieff (1975)
- Tilt, regia di Rudy Durand (1979)
- Fuga da Alcatraz (Escape from Alcatraz), regia di Don Siegel (1979)
- Cardiac Arrest, regia di Murray Mintz (1979)
- Carny - Un corpo per due uomini (Carny), regia di Robert Kaylor (1980)
- I guerrieri della palude silenziosa (Southern Comfort), regia di Walter Hill (1981)
- Timerider - Una moto contro il muro del tempo (Timerider), regia di William Dear (1982)
- Uomini veri (The Right Stuff), regia di Philip Kaufman (1983)
- Silkwood, regia di Mike Nichols (1983)
- Fratelli nella notte (Uncommon Valor), regia di Ted Kotcheff (1983)
- Swing Shift - Tempo di swing (Swing Shift), regia di Jonathan Demme (1984)
- UFOria, regia di John Binder (1984)
- L'ammiratore segreto (Secret Admirer), regia di David Greenwalt (1985)
- Il mio nome è Remo Williams (Remo Williams: The Adventure Begins), regia di Guy Hamilton (1985)
- Saigon (Off Limits), regia di Christopher Crowe (1988)
- The Price of Life, cortometraggio, regia di Stephen Tolkin (1988)
- Affari d'oro (Big Business), regia di Jim Abrahams (1988)
- Il principe di Pennsylvania (The Prince of Pennsylvania), regia di Ron Nyswaner (1988)
- Tremors, regia di Ron Underwood (1990)
- Ore contate (Catchfire - Backtrack), regia di Dennis Hopper (1990)
- Miami Blues, regia di George Armitage (1990)
- Henry & June, regia di Philip Kaufman (1990)
- Le colline del demonio (The Dark Wind), regia di Errol Morris (1991)
- I protagonisti (The Player), regia di Robert Altman (1992)
- Cuore di tuono (Thunderheart), regia di Michael Apted (1992)
- Equinox, regia di Alan Rudolph (1993)
- Bob Roberts, regia di Tim Robbins (1992)
- Two Small Bodies, regia di Beth B (1993)
- America oggi (Short Cuts), regia di Robert Altman (1993)
- Una pallottola spuntata 33⅓ - L'insulto finale (Naked Gun 33⅓: The Final Insult), regia di Peter Segal (1994)
- Un bruit qui rend fou, regia di Dimitri de Clercq e Alain Robbe-Grillet (1995)
- Tremors 2: Aftershocks (Tremors 2: Aftershocks), video, regia di Steven Seth Wilson (1996)
- Reazione a catena (Chain Reaction), regia di Andrew Davis (1996)
- Best Men - Amici per la pelle (Best Men), regia di Tamra Davis (1997)
- Padrona del suo destino (Dangerous Beauty), regia di Marshall Herskovitz (1998)
- La città d'oro (Die goldene Stadt), regia di Veit Harlan (1999)
- Il corvo 3 - Salvation (The Crow: Salvation), regia di Bharat Nalluri (2000)
- The Chaos Factor, regia di Terry Cunningham (2000)
- Ropewalk, regia di Matt Brown (2000)
- Circus, regia di Rob Walker (2000)
- Road Trip, regia di Todd Phillips (2000)
- Caccia al serial-killer (Red Team), regia di Jeremy Haft (2000)
- Filter: The Best Things, video musicale, regia di Peter Christopherson (2000)
- Le avventure di Joe Dirt (Joe Dirt), regia di Dennie Gordon (2001)
- Rivelazione finale (Full Disclosure), video, regia di John Bradshaw (2001)
- Il sogno di un'estate (Summer Catch), regia di Michael Tollin (2001)
- Corky Romano - Agente di seconda mano (Corky Romano), regia di Rob Pritts (2001)
- Abandon - Misteriosi omicidi (Abandon), regia di Stepehen Gaghan (2002)
- Via dall'incubo (Enough), regia di Michael Apted (2002)
- A.K.A. Birdseye, regia di Stephen Beckner e Michael C. Huber (2002)
- Tutta colpa dell'amore (Sweet Home Alabama), regia di Andy Tennant (2002)
- Masked and Anonymous, regia di Larry Charles (2003)
- Funky Monkey, regia di Harry Basil e Gene Quintano (2004)
- Feast of Love, regia di Robert Benton (2007)
- Exit Speed, regia di Scott Ziehl (2008)
- Management - Un amore in fuga (Management), regia di Stephen Belber (2008)
- The Wild Stallion - Praterie selvagge (The Wild Stallion), regia di Craig Clyde (2009)
- Blindato (Armored), regia di Nimród Antal (2009)
- 30 Minutes or Less, regia di Ruben Fleischer (2011)
- Cani sciolti (2 Guns), regia di Baltasar Kormákur (2013)

### Televisione
- L'età di Cosimo de' Medici - miniserie TV, 1 episodio (1973)
- Cartesius - film TV (1974)
- Quincy (Quincy M.E.) - serie TV, 1 episodio, non accreditato (1978)
- L'incredibile Hulk (The Incredible Hulk) – serie TV, episodio 3x06 (1979)
- Belle Starr - film TV (1980)
- Florida Straits - film TV (1986)
- I viaggiatori delle tenebre (The Hitchhiker) - serie TV, 1 episodio (1987)
- American Playhouse - serie TV, 2 episodi (1985-1991)
- Omicidi e incantesimi (Cast a Deadly Spell) - film TV (1991)
- Assalto a Tombstone (Four Eyes and Six-Guns) - film TV (1992)
- Un passo verso il domani (...First Do No Harm) - film TV (1997)
- Gun - serie TV, 1 episodio (1997)
- Invasion: Earth - miniserie TV, 6 episodi (1998)
- Jackie Bouvier Kennedy Onassis - film TV (2000)
- Wild Iris - film TV (2001)
- Dice - miniserie TV, 6 episodi (2001)
- Georgetown - film TV (2002)
- Coast to Coast - film TV (2003)
- Magnitudo 10.5 (10.5) - miniserie TV, 2 episodi (2004)
- The Last Ride – film TV (2004)
- Grey's Anatomy – serie TV, episodio 3x04 (2006)
- E.R. - Medici in prima linea (ER) - serie TV, 3 episodi (2006-2007)
- In Plain Sight - Protezione testimoni (In Plain Sight) - serie TV, 1 episodio (2010)
- United States of Tara - serie TV, 2 episodi (2009-2010)
- Leverage - Consulenze illegali (Leverage) - serie TV, 1 episodio (2012)
- True Detective - serie TV, 2 episodi (2015)
- Tremors - film TV (2018)

## Doppiatori italiani
Nelle versioni in italiano delle opere in cui ha recitato, Fred Ward è stato doppiato da:
- Ennio Coltorti in I protagonisti, Road Trip, Tutta colpa dell'amore, Cani sciolti
- Michele Gammino in Silkwood, Un passo verso il domani, Feast of Love
- Angelo Nicotra ne L'ammiratore segreto, Abandon - Misteriosi omicidi, 30 Minutes or Less
- Luciano De Ambrosis in Equinox, Via dall'incubo, Management - Un amore in fuga
- Saverio Moriones in Affari d'oro, E.R. - Medici in prima linea
- Oreste Rizzini in Padrona del suo destino, Il corvo 3 - Salvation
- Franco Zucca in Corky Romano - Agente di seconda mano, Blindato
- Paolo Buglioni in Tremors, Tremors 2: Aftershocks
- Raffaele Uzzi in Uomini veri
- Giampiero Albertini in Ore contate
- Rino Bolognesi in Una pallottola spuntata 33⅓ - L'insulto finale
- Raffaele Farina in Omicidi e incantesimi
- Paolo Ferrari in Saigon
- Rodolfo Bianchi in Reazione a catena
- Carlo Marini in Il mio nome è Remo Williams
- Pietro Biondi in Henry & June
- Mario Cordova in America oggi
- Dario Penne in Exit Speed
- Lucio Saccone in Cuore di tuono
- Marcello Tusco in Miami Blues
- Stefano De Sando in Grey's Anatomy
- Ambrogio Colombo in Leverage - Consulenze illegali
- Carlo Valli in True Detective